# Очилата гургулица
Очилата гургулица (Streptopelia decipiens) е вид птица от семейство Гълъбови (Columbidae).

## Разпространение
Видът е разпространен в Ангола, Бенин, Ботсвана, Буркина Фасо, Бурунди, Гамбия, Гана, Гвинея-Бисау, Джибути, Еритрея, Етиопия, Замбия, Зимбабве, Камерун, Демократична република Конго, Кения, Малави, Мали, Мавритания, Мозамбик, Намибия, Нигер, Нигерия, Руанда, Сенегал, Сомалия, Судан, Танзания, Того, Уганда, Централноафриканската република, Чад, Южна Африка и Южен Судан.